# Liercourt
Liercourt település Franciaországban, Somme megyében. Lakosainak száma 332 fő (2022. január 1.). Liercourt Bailleul, Érondelle, Fontaine-sur-Somme, Hallencourt, Pont-Remy és Sorel-en-Vimeu községekkel határos.

## Népesség
A település népességének változása:
| Lakosok száma | 338  | 350  | 363  | 359  | 369  | 372  | 359  | 345  | 332  |
|               | 2013 | 2015 | 2016 | 2017 | 2018 | 2019 | 2020 | 2021 | 2022 |